# Fiore di virtù

Illustrazione per Fiore di virtù, edizione del 1495

Il Fiore di virtù è un florilegio di carattere e contenuto moraleggiante redatto nei primi anni del XIV secolo da un anonimo.
Sulla vera identità dell'autore del fortunato trattato molte sono state le ipotesi. Guido Zaccagnini, sulla base dell'explicit contenuto nel manoscritto Laurenziano Gaddiano 115, riteneva che l'opera fosse da attribuire a Tommaso Gozzadini, un notaio di Bologna nato nel 1260 e morto nel 1329. Questa ipotesi è stata in seguito confutata perché l'explicit in questione si trova non alla fine del Fiore di virtù ma alla fine del codice sopra indicato che contiene anche un passo di Bono Giamboni tratto da "La miseria dell'uomo" e un brano volgarizzato dell'"Ars loquendi et tacendi" di Albertano da Brescia.
La raccolta, della quale si conoscono ben oltre cento manoscritti, ebbe una grande fortuna e venne riproposta in più di trenta edizioni del Quattrocento e tradotta, anche più volte, in numerose lingue, tra cui il francese, il tedesco, lo spagnolo, il catalano (a opera di Francesc de Santcliment), il rumeno, il greco, il russo, il croato e l'armeno. 
L'opera, scritta in volgare bolognese, è suddivisa in trentacinque capitoli dedicati e intitolati in modo alterno ad una virtù e ad un vizio, associati nel titolo alle caratteristiche di un animale. I capitoli seguono uno schema ripetitivo: viene infatti dapprima data la definizione del vizio o della virtù, seguono numerosi giudizi, soprattutto di filosofi o di provenienza biblica, infine alle volte il capitolo si conclude con una breve exemplum.
Tra le fonti principali e prevalentemente medievali risaltano quelle di Bartolomeo Anglico, di Tommaso d'Aquino, i trattati di Albertano da Brescia, la Summa di Guglielmo Peraldo e il De regimine principum di Egidio Colonna. Nei capitoli iniziale e finale si osserva un superficiale influsso della scuola stilnovista e del Convivio di Dante. 

## Edizioni
- Flors de virtut e de costums, versió catalana de Francesc de Santcliment, a cura d'Anna Cornagliotti, Barcelona, Editorial Barcino (Els Nostres clàssics. Col·lecció A, 108), 1975.
- edizione a cura di Agenore Gelli, 1856, su Wikisource